# Taken (televisieserie)
Taken is een Amerikaanse televisieserie, bedacht door Luc Besson en ontwikkeld door Alexander Cary. De reeks is gebaseerd op de gelijknamige filmserie van Besson. De reeks fungeert als prequel van de films. De rol van een jonge Bryan Mills wordt gespeeld door Clive Standen. De reeks ging op NBC in première op 27 februari 2017. In Nederland startte de serie op 6 maart 2017 op Spike.
Midden september 2015 werd een eerste seizoen door NBC besteld.

## Plot
Tijdens een treinreis met zijn zus, komt voormalige Green Beret Bryan Mills (Clive Standen) in actie tegen een stel gewapende individuen. Tijdens het gevecht sterft Mills' zus. De dood van de jonge vrouw blijkt geen ongelukkige samenloop van omstandigheden te zijn. Een Argentijnse drugsbaron heeft de opdracht gegeven haar om te leggen als wraak voor de dood van diens zoon, die door Bryan Mills werd doodgeschoten tijdens een missie. 
Bryan beseft dat de moordenaars van zijn zus achter hem aankomen en nooit zullen rusten voor ze hem hebben, dus geeft hij zich over. Voordat de drugsbaron zijn ultieme wraak kan nemen op Mills, grijpt een speciale taskforce in. Mills krijgt uiteindelijk de keus: zich bij de taskforce aansluiten en ervoor zorgen dat zijn zus niet voor niets gestorven is, of teruggaan naar het dagelijkse leven ...

## Seizoenenoverzicht
| Seizoen | Aantal afleveringen | Originele uitzenddatum        | Originele uitzenddatum    |  |
| ------- | ------------------- | ----------------------------- | ------------------------- |  |
| 1       | 10                  | 27 februari 2017 – 1 mei 2017 | 6 maart 2017 – 8 mei 2017 |  |

## Rolverdeling
| Acteur                  | Personage      |
| ----------------------- | -------------- |
| Clive Standen           | Brian Mills    |
| Gaius Charles           | John           |
| Brooklyn Sudano         | Asha           |
| Monique Gabriela Curnen | Vlasik         |
| Michael Irby            | Sam            |
| Jose Pablo Cantillo     | Bernie         |
| James Landry Hébert     | Casey          |
| Jennifer Beals          | Christina Hart |
| Simu Liu                | Faaron         |
| Ali Kazmi               | Marzoki        |
| Jennifer Marsala        | Riley          |